# Ogassa
Ogassa ist eine Gemeinde (municipio) in der spanischen Provinz Girona in Katalonien mit 218 Einwohnern (Stand: 2024). 

## Lage und Klima
Ogassa liegt in den Pyrenäen etwa 55 Kilometer nordwestlich von Girona in einer Höhe von ca. 945 m nahe der Grenze zu Frankreich. Das Klima ist gemäßigt warm. Innerhalb eines Jahres fallen 1093 mm Niederschlag.

## Bevölkerungsentwicklung
| Jahr      | 1970 | 1981 | 1991 | 2001 | 2011 | 2021 |
| Einwohner | 419  | 310  | 256  | 256  | 251  | 240  |

## Sehenswürdigkeiten

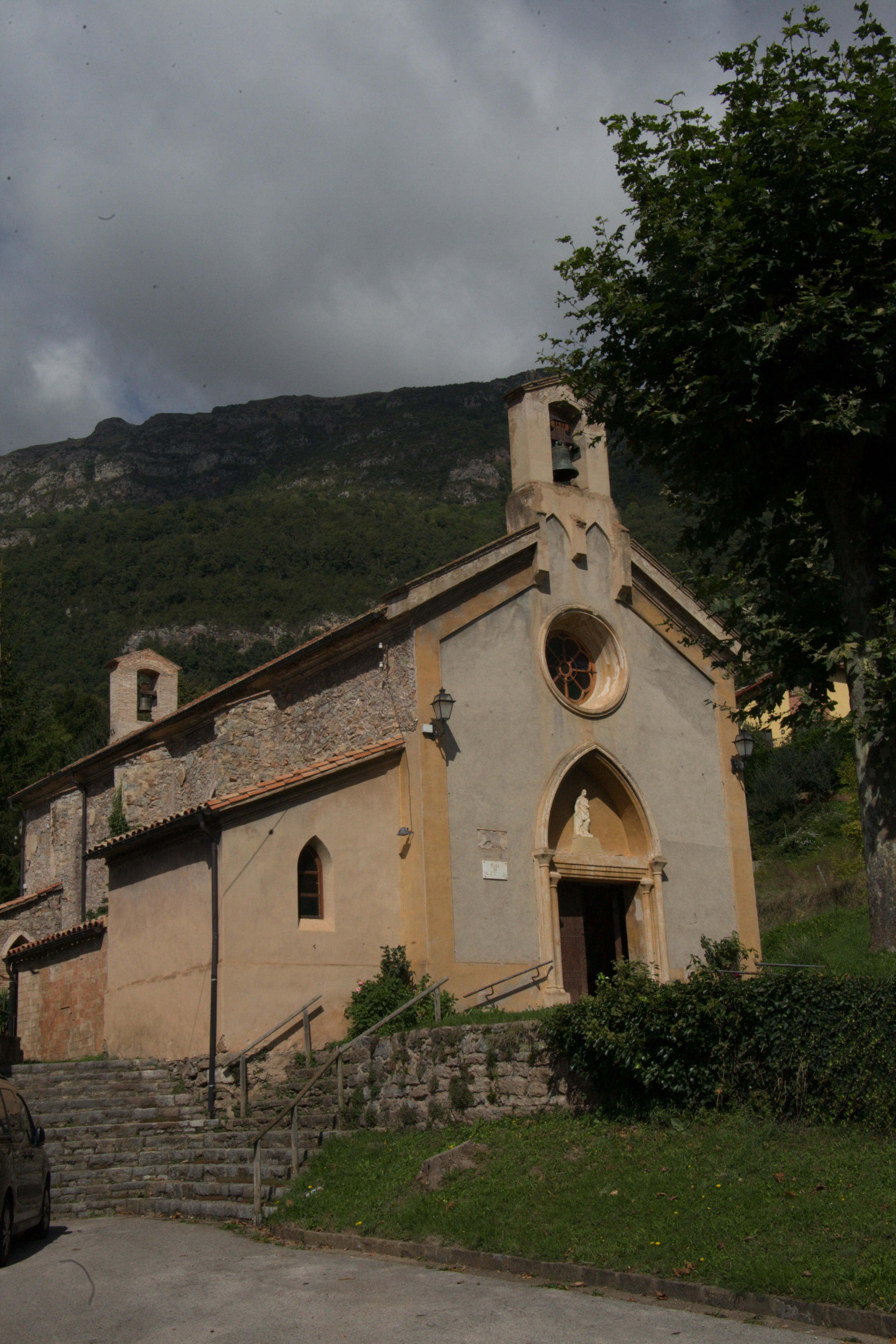
Barbarakirche
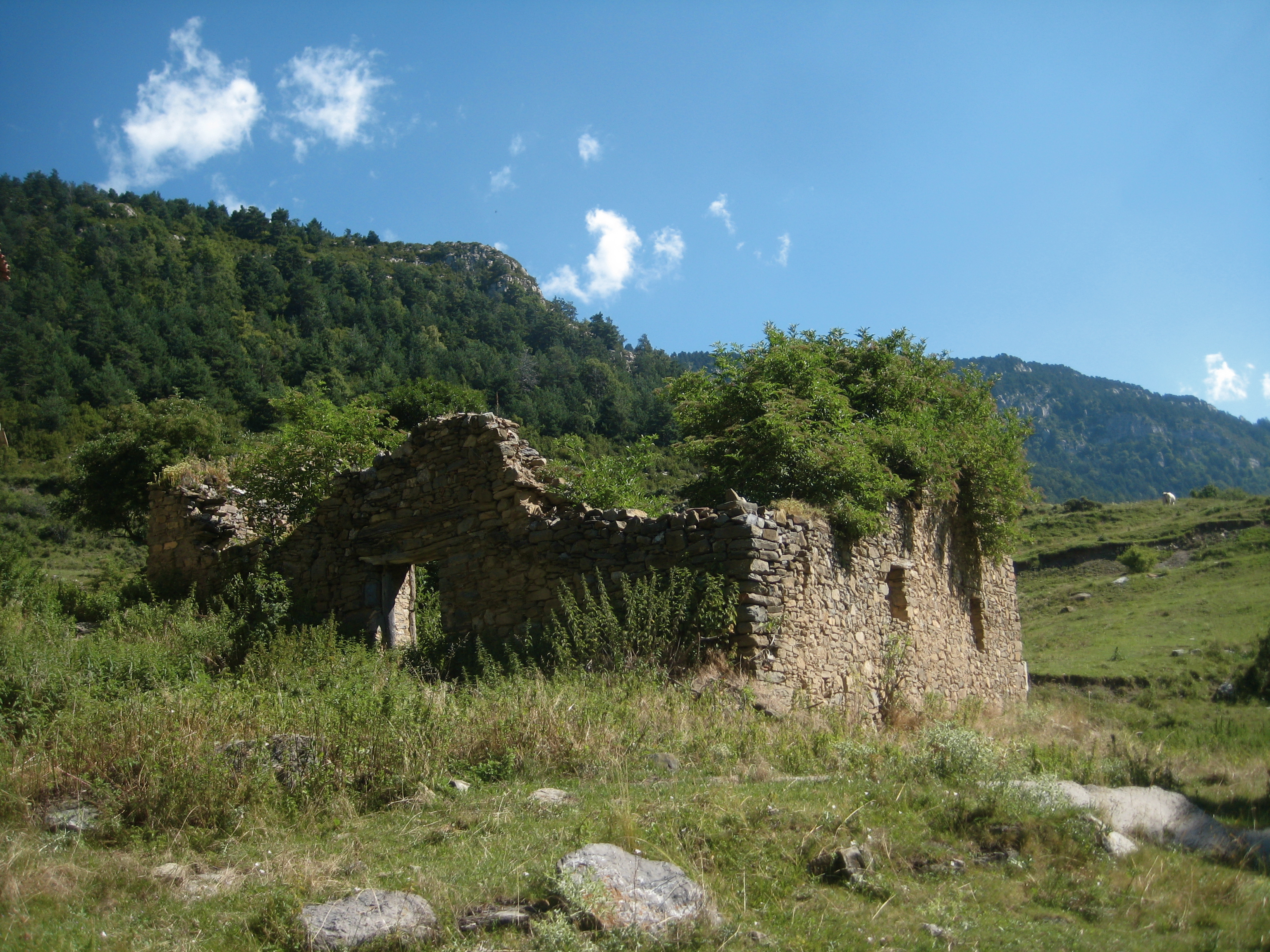
Ruine der Julianuskirche
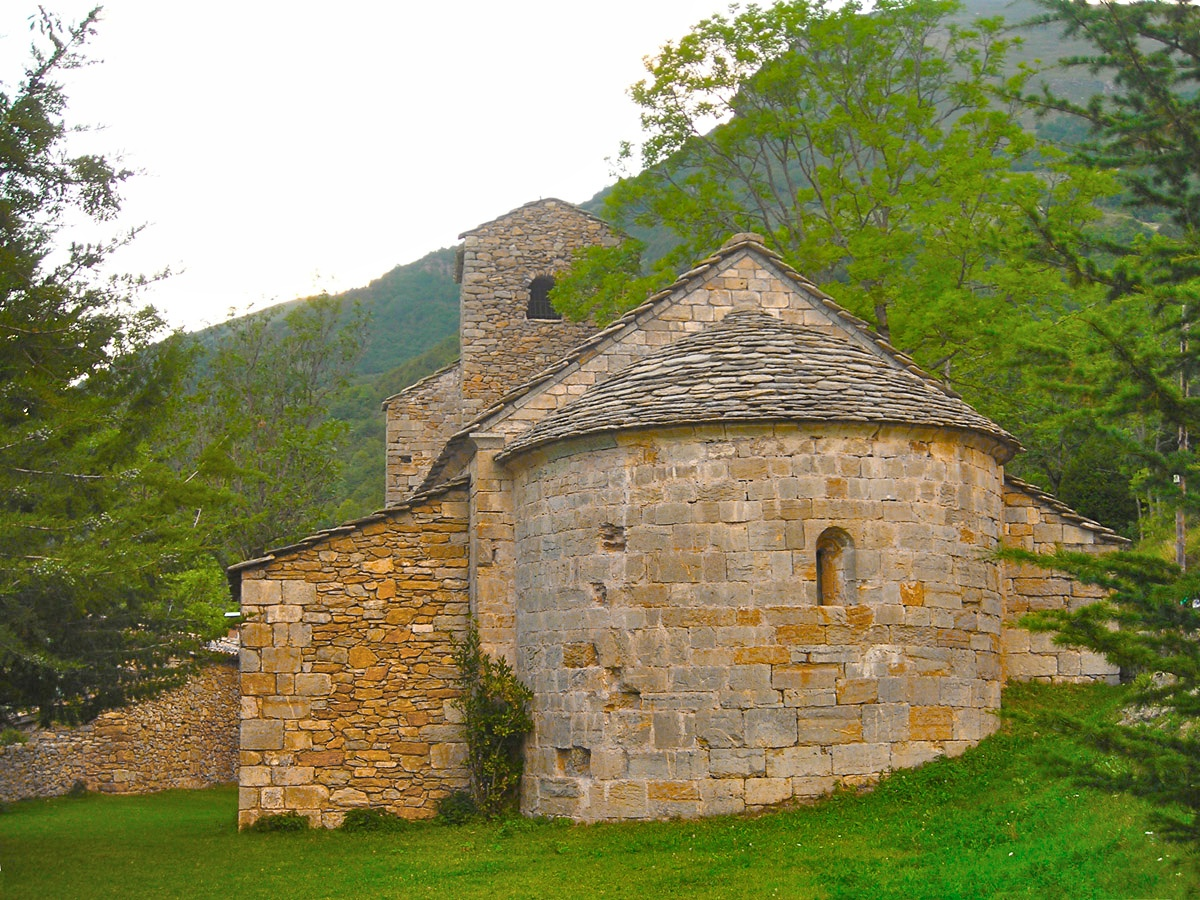
Martinskirche von Ogassa
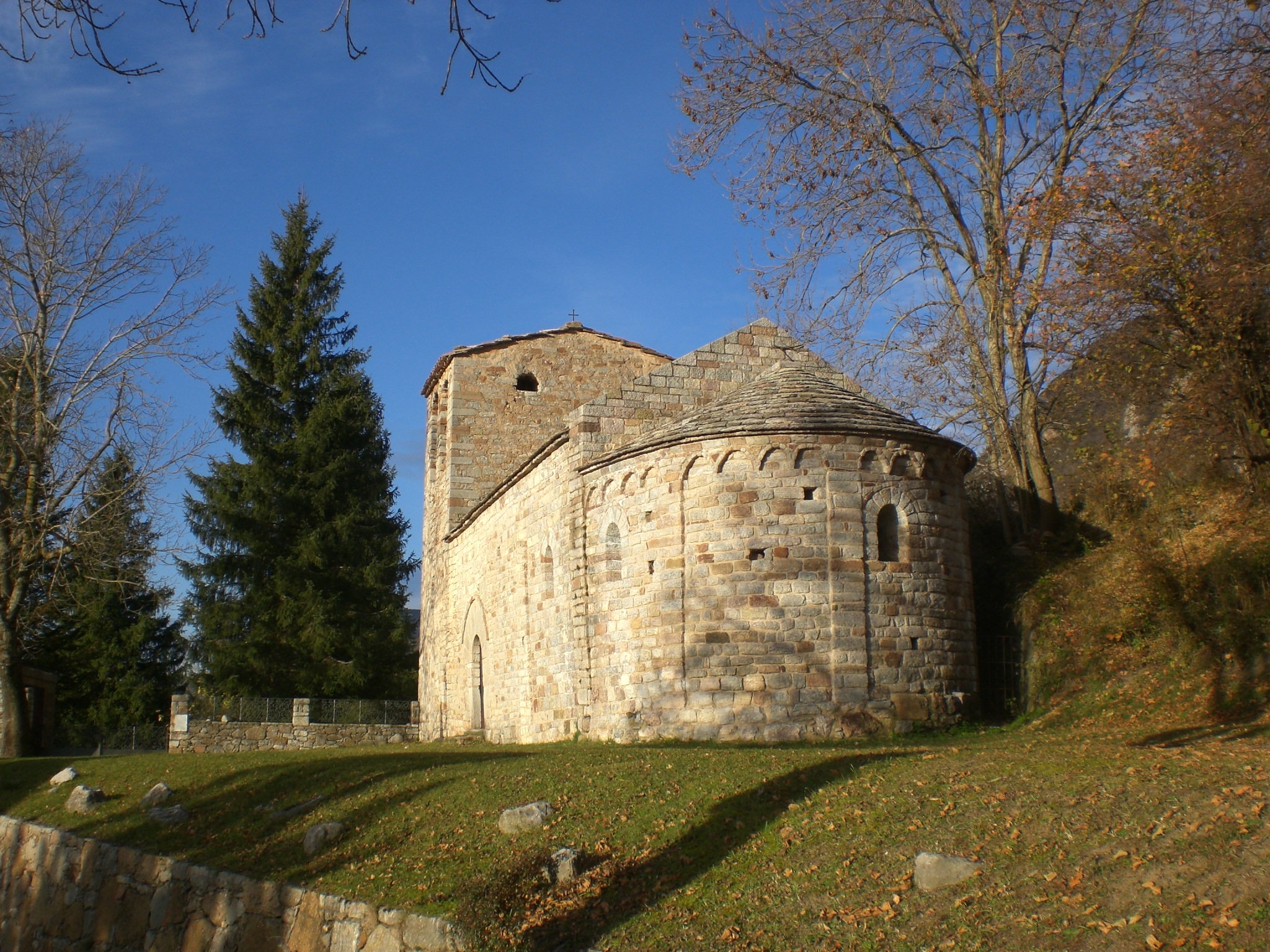
Martinskirche von Surroca

- Barbarakirche
- Ruine der Julianuskirche
- Martinskirche von Ogassa
- Martinskirche von Surroca